# Municipio de Greene (Kansas)
El municipio de Greene (en inglés: Greene Township) es un municipio ubicado en el condado de Sumner en el estado estadounidense de Kansas. En el año 2010 tenía una población de 75 habitantes y una densidad poblacional de 0,81 personas por km².

## Geografía
El municipio de Greene se encuentra ubicado en las coordenadas 37°10′30″N 97°18′26″O / 37.17500, -97.30722. Según la Oficina del Censo de los Estados Unidos, el municipio tiene una superficie total de 93.05 km², de la cual 92,95 km² corresponden a tierra firme y (0,1 %) 0,1 km² es agua.

## Demografía
Según el censo de 2010, había 75 personas residiendo en el municipio de Greene. La densidad de población era de 0,81 hab./km². De los 75 habitantes, el municipio de Greene estaba compuesto por el 84 % blancos, el 8 % eran afroamericanos y el 8 % eran de una mezcla de razas. Del total de la población el 0 % eran hispanos o latinos de cualquier raza.